# مات كيتينغ
مات كيتينغ (بالإنجليزية: Matt Keating)‏ هو لاعب دوري الرغبي أسترالي، ولد في 6 سبتمبر 1986 في سيدني في أستراليا.